# Station Kjerre
Station Kjerre (Noors:  Kjerre stoppested) is een voormalig station in  Kjerre in de gemeente Rollag in fylke Viken  in  Noorwegen. Het station werd geopend in 1927. Het werd ontworpen door het eigen architectenkantoor van NSB. Het station ligt aan Numedalsbanen, de spoorlijn tussen Rødberg en Kongsberg. De spoorlijn, en dus ook het station, werd in 1989 gesloten voor personenvervoer. 